# كارل ألفاريز
كارل ألفاريز (بالإنجليزية: Karl Alvarez)‏ هو عازف باس أمريكي، ولد في 10 مارس 1964.

## وصلات خارجية
- كارل ألفاريز على موقع IMDb (الإنجليزية)
- كارل ألفاريز على موقع ميوزك برينز (الإنجليزية)
- كارل ألفاريز على موقع أول ميوزيك (الإنجليزية)
- كارل ألفاريز على موقع ديسكوغز (الإنجليزية)